# Bela-Bela
Bela-Bela est une municipalité locale (Bela-Bela Local Municipality) située dans le district de Waterberg au sud de la province de Limpopo en Afrique du Sud. Son chef-lieu est la ville de Warm Baths/Bela-Bela.
La municipalité locale de Bela-Bela fut constituée en 2000 et succéda à celle de Warm Baths.

## Communes de Bela-Bela
| Communes et localités       | Code   | Superficie (km2) | Population |
| --------------------------- | ------ | ---------------- | ---------- |
| Bela-Bela                   | 981003 | 23,29            | 45 001     |
| Bela-Bela (zone de gestion) | 981002 | 3373,73          | 13 616     |
| Pienaarsrivier              | 981009 | 2,06             | 1 897      |
| Rapotokwane                 | 981007 | 2,17             | 2 787      |
| Rust De Winter              | 981008 | 0,38             | 105        |
| Settlers                    | 981005 | 1,17             | 819        |
| Vingerkraal                 | 981001 | 1,14             | 827        |
| Welgegund Village           | 981006 | 1,94             | 1 448      |

## Démographie
Selon le recensement de 2011, la municipalité compte 66 500 résidents dont 84,81 % issus des communautés bantouphones et 12,87 % issus des communautés blanches du pays. La langue maternelle dominante est le sepedi (38,42 %) suivi du setswana (16,73 %) et de l'afrikaans (13,52 %).

## Politique locale
Lors de l'élection municipale sud-africaine de 2011, le congrès national africain (ANC) a remporté 73,7 % des voix et 12 des 17 sièges du conseil municipal. Sur un total de 9 circonscriptions électorales, les blancs ne sont majoritaires que dans la 1re circonscription électorale de la municipalité. L'Alliance démocratique y a remporté 72 % des suffrages (contre 22 % au niveau municipal).

### Liste des maires
- Younis Lorgat (mort en 2009), maire de 2001 à 2006
- Hendrietta Ledwaba, maire de 2006 à 2011
- Sello Freddy Hlungwane, maire de 2011 à 2014
- Lucas Nhlapo, maire de juillet 2014 à aout 2016
- Jeremiah Ngobeni, aout 2016 - novembre 2021
- Gloria Modiegi Seleka, depuis novembre 2021